# Malzbier

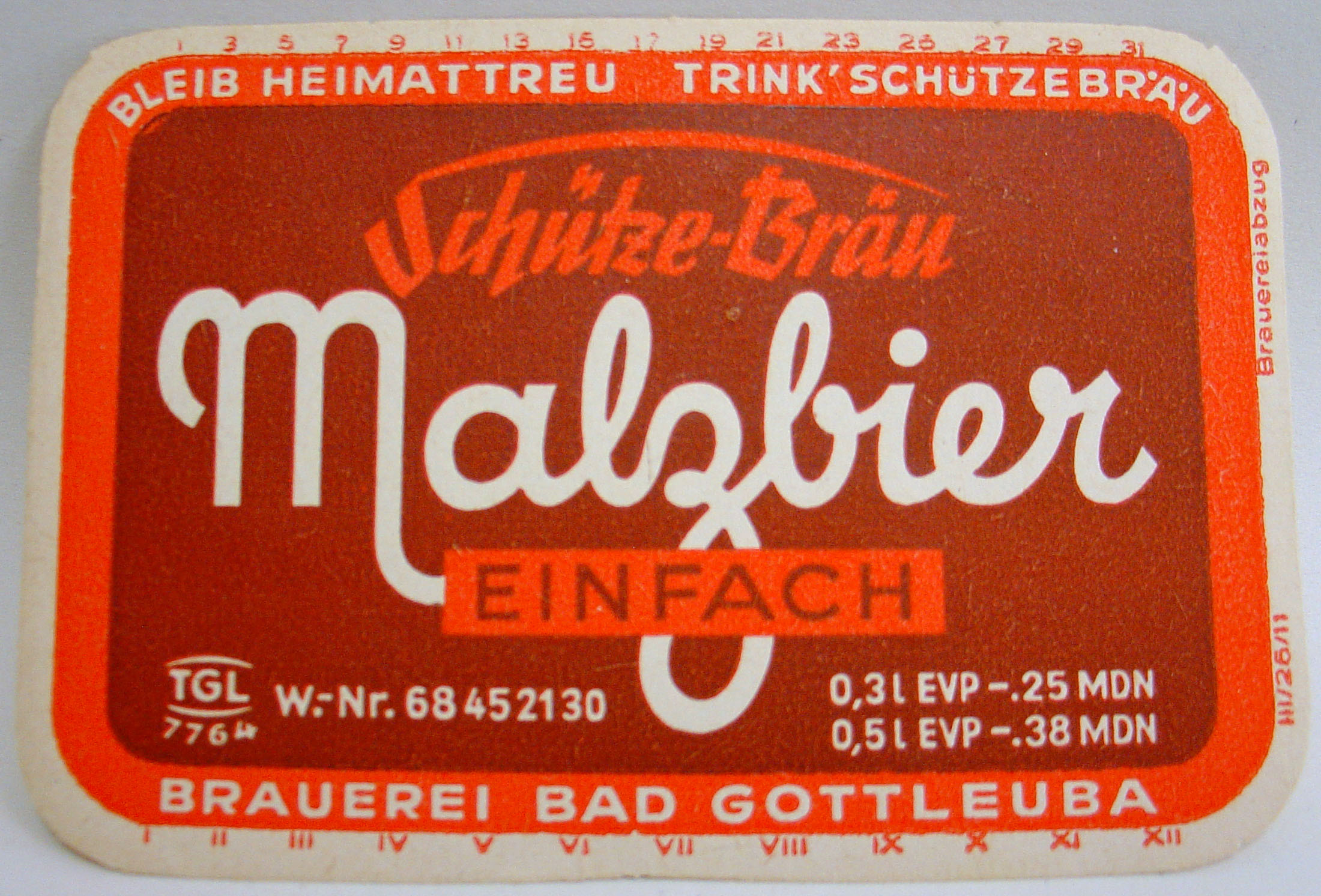
Städtische Brauerei Carl Lucius

Malzbier (moutbier) is een Duits biersoort van hoge gisting met een alcoholgehalte van 0 tot 1,5%. Het is bruin tot zwart van kleur en onderscheidt zich door zijn zoete smaak.
Het wordt vaak beschouwd als een soort limonade en een energieboost, dan een bier.
Malzbier is de naam die wordt gegeven aan verschillende bieren.
- Malzbier van hoge gisting waaraan suiker, suikerstroop of suikercouleur is toegevoegd, wordt ook wel Süßbier (zoet bier) genoemd. Na een uitspraak van het Bundesgerichtshof in 1959[2] mag de drank in Duitsland officieel geen Malzbier meer heten als er suiker aan is toegevoegd, omdat dit in strijd is met het reinheitsgebod. Sindsdien wordt het dan ook Malztrunk, Malzgetränk of Malz-Drink genoemd.
- Bier van hoge gisting met mout zonder toevoeging van suiker, maar met toevoeging van gebrande mout wordt ook wel "bayerischer Brauart" genoemd.
- Doppel-Caramel, met suiker en gebrande mout.[3]

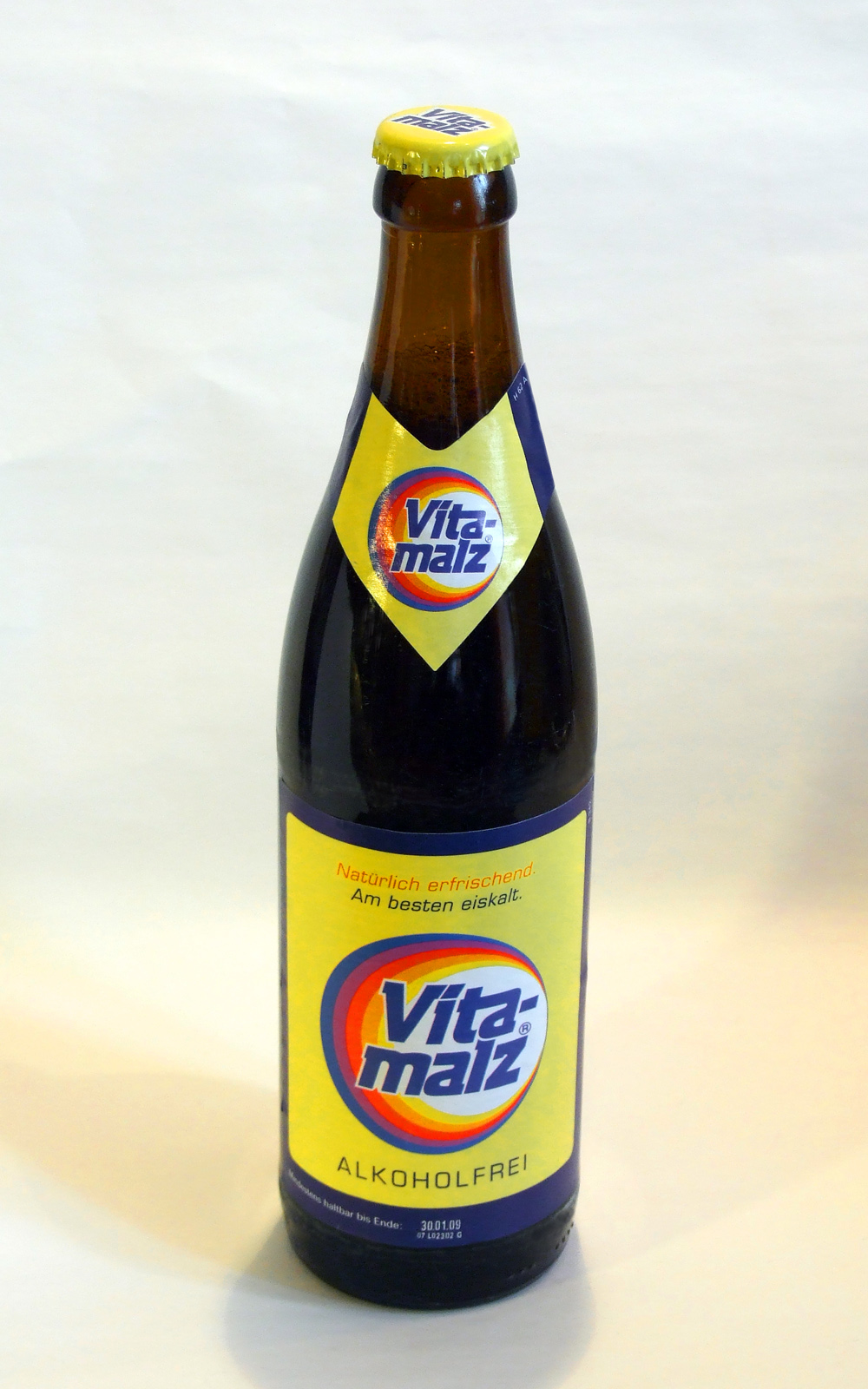
Malztrunk. Vitamalz
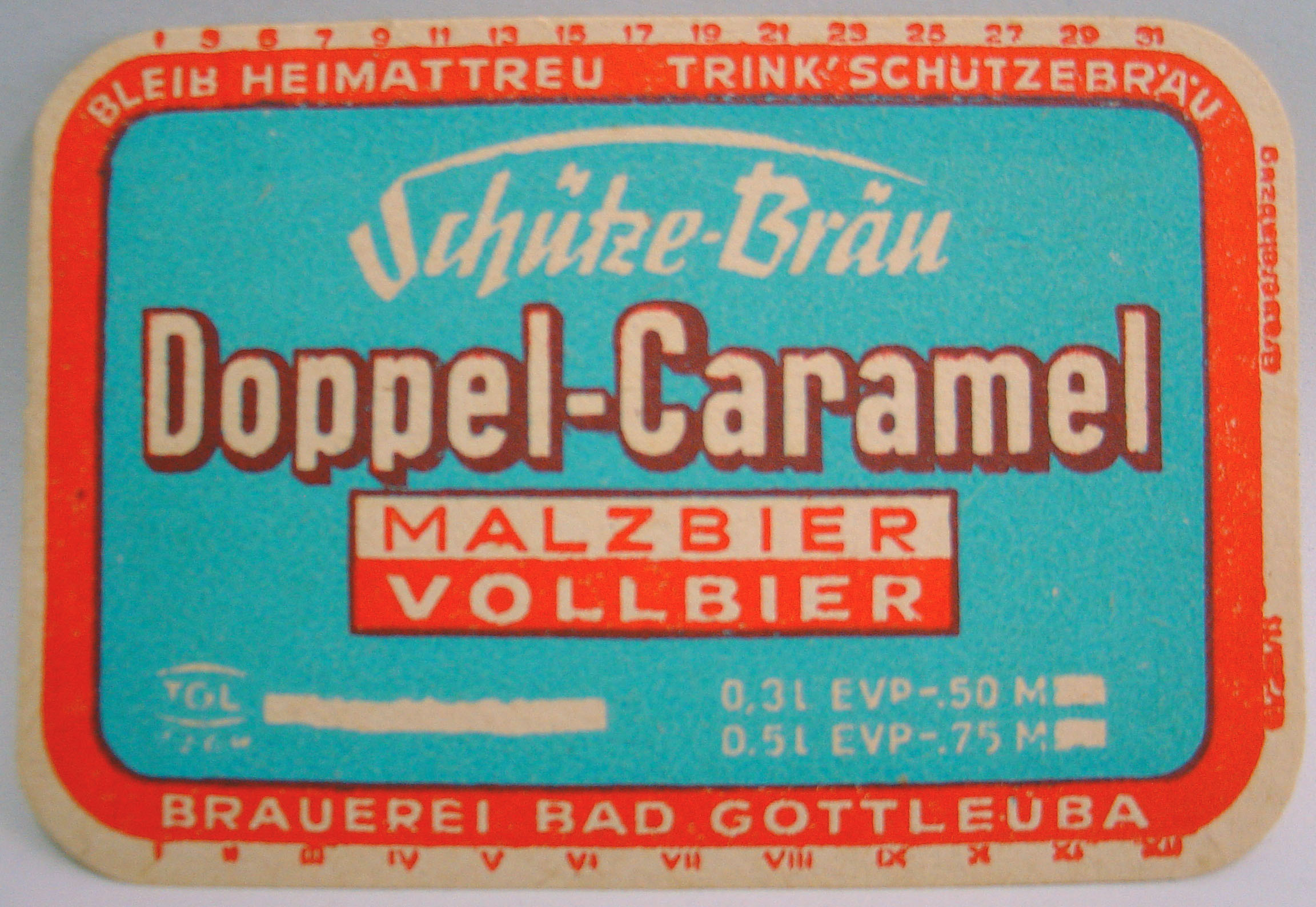
Doppel-Caramel. Städtische Brauerei Carl Lucius
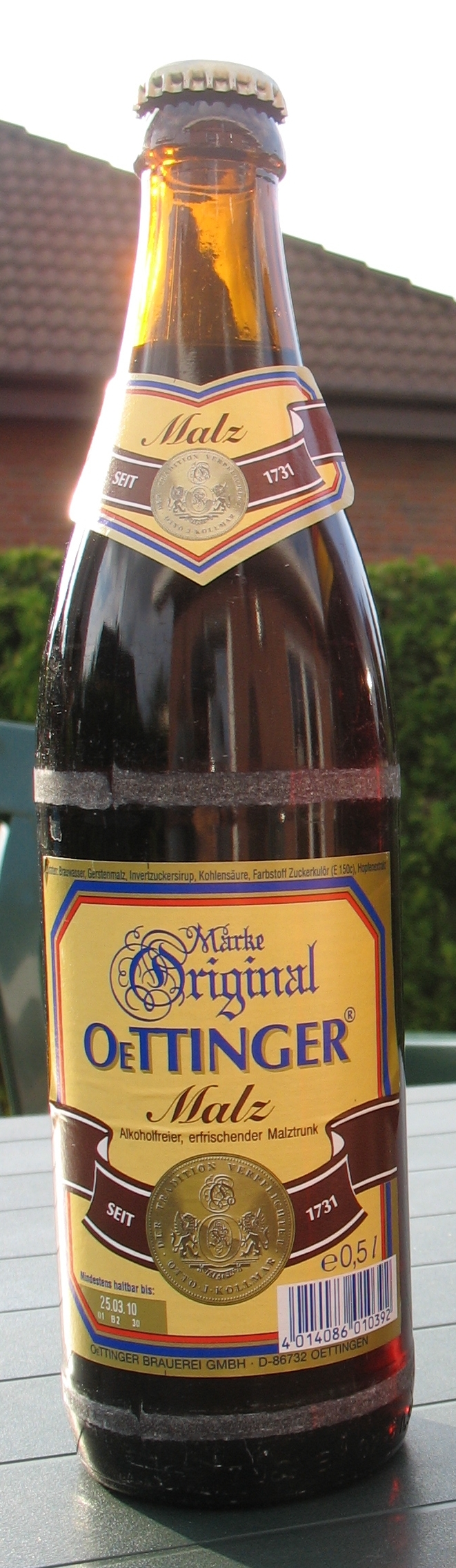
Malztrunk. Oettinger Brauerei